# Список умерших в 1997 году
В этой статье представлен список известных людей, умерших в 1997 году.
См. также: Категория:Умершие в 1997 году